# Lillehammer I.K.
Lillehammer Ishockeyklubb je norveški klub u športu hokeju na ledu iz grada Lillehammera.
Utemeljen je 2. studenog 1957.
Svoje domaće utakmice igraju u dvorani Kristins Hall, koja može primiti 1694 gledatelja.

## Uspjesi
Bili su norveškim prvacima 1993/94. (tri godine nakon ulaska u 1. ligu).

## Vanjske poveznice
- http://www.lillehammerik.idrett.no/Službene%5Bneaktivna+poveznica%5D stranice
- http://www.nordresving.com/  Arhivirana inačica izvorne stranice od 13. studenoga 2006. (Wayback Machine) Navijačke stranice